# 中野義時
中野 義時（なかの よしとき）は、戦国時代の武将。史料としての初出は、寛政4年（1792年）に成立した『稽補出羽国風土略記』であり、架空の人物の可能性がある。

## 生涯
天文19年（1550年）に最上氏第10代当主・最上義守の子として誕生する。母は永浦尼ともいわれるが不明。父・義守は義時を偏愛するようになり、嫡子の義光を冷遇するようになる。のち義守は義光を廃嫡し、義時に家督を譲ろうとしたため、義光は次第に義守や義時と対立することとなる。当初は重臣の殆どが義守・義時派についていたが、最上家重臣である氏家定直の調停により、結局は義守が元亀元年（1570年）に隠居し、義光が家督を継ぐことになった。
家督相続の直後に定直が死去したため、その後隠居していた義守が再び義時に味方するなど家督争いが再燃し、家臣団の分裂や義守側に荷担した伊達輝宗が出兵してくるなど、その抗争は激化し、天正最上の乱に至る。しかし義光は逆に一族・家臣団の粛清・統制を行ない、天正2年（1574年）に義時のいる中野城を攻撃。結局、義時は後継争いに敗れ、義光によって自害させられた。

## 実在したか否か
最上兄弟骨肉の争いにまつわる挿話は大正時代からの書物にしか登場しない。書状に残っている「中野殿」というのは義時の事ではなく、義守の事であった。（義守は庶流の中野氏出身）